# Konca vas
Konca vas je naselje v občini Kočevje.